# Carillo Gritti
Carillo Gritti IMC (* 12. Mai 1942 in Martinengo; † 9. Juni 2016) war ein italienischer Ordensgeistlicher und Prälat von Itacoatiara.

## Leben
Carillo Gritti trat der Ordensgemeinschaft der Consolata-Missionare bei und empfing am 24. Juni 1967 die Priesterweihe.
Papst Johannes Paul II. ernannte ihn am 5. Januar 2000 zum Prälaten von Itacoatiara. Der Apostolische Nuntius in Brasilien, Erzbischof Alfio Rapisarda, spendete ihn am 19. März desselben Jahres die Bischofsweihe; Mitkonsekratoren waren Giuliano Frigeni PIME, Bischof von Parintins, und Luiz Soares Vieira, Erzbischof von Manaus.